# Occator (kráter)

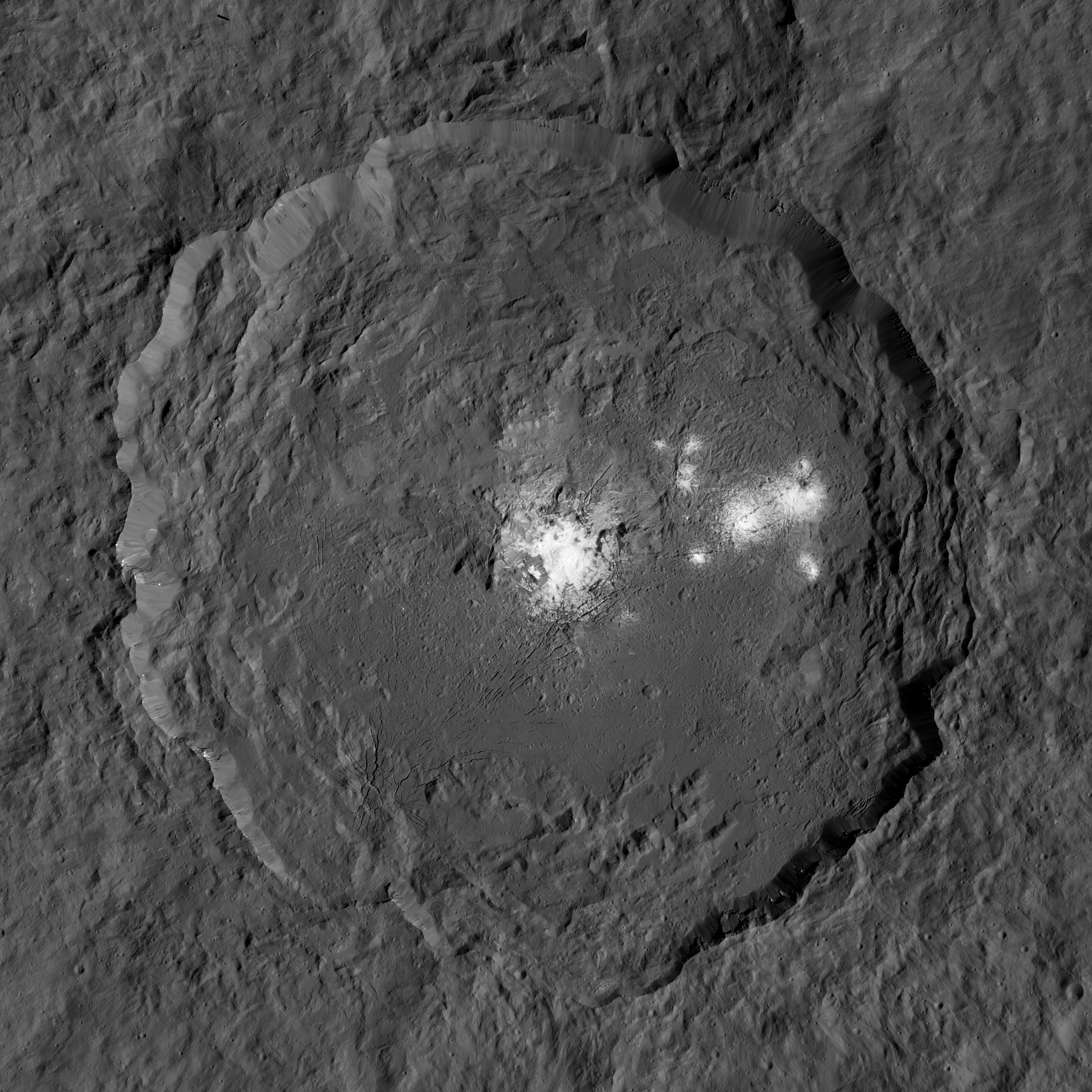
Pohled na kráter Occator, který pořídila sonda Dawn

Occator je 92 kilometrů široký a 4 kilometry hluboký impaktní kráter na povrchu trpasličí planety (1) Ceres, v jehož středu se nachází dóm (Cerealia Facula) a skupina skvrn (Vinalia Faculae) tvořených atypicky světlým materiálem, pravděpodobně chloristany. Předpokládá se, že světlé skvrny jsou projevy kryovulkanismu.